# Myitkyina
Myitkyina – miasto w północnej Mjanmie, nad rzeką Irawadi, stolica stanu Kaczin. 
W 2011 miasto liczyło 62 936 mieszkańców; dla porównania, w 1983 było ich 56 427, a w 1960 – około 20 tys. Miasto leży nad rzeką Irawadi. Rozwinięty przemysł drzewny i spożywczy (łuszczarnie ryżu). Ponadto w mieście znajduje się port lotniczy Myitkyina.